# آیس‌هاس کانیون (آریزونا)
آیس‌هاس کانیون (به انگلیسی: Icehouse Canyon) یک منطقهٔ مسکونی در ایالات متحده آمریکا است که در شهرستان جیلا، آریزونا واقع شده‌است. آیس‌هاس کانیون ۱۲٫۶۹ کیلومتر مربع مساحت و ۱٬۸۵۳ نفر جمعیت دارد و ۱٬۱۵۷٫۶۴ متر بالاتر از سطح دریا واقع شده‌است.